# فريدريك إي. همفريز
فريدريك إي. همفريز (بالإنجليزية: Frederick Erastus Humphreys)‏ هو كاتب أمريكي، ولد في 16 سبتمبر 1883 في سوميت في الولايات المتحدة، وتوفي في 20 يناير 1941 في ميامي بيتش في الولايات المتحدة بسبب نوبة قلبية.